# Prionotoma gregaria
Prionotoma gregaria là một loài bọ cánh cứng trong họ Cerambycidae.